# Élection présidentielle sud-africaine de 2018
L'élection présidentielle sud-africaine de 2018 a lieu le 15 février 2018 à l'Assemblée nationale réunie au Cap, la capitale parlementaire de l'Afrique du Sud, afin d'en élire le président. L'élection présidentielle sud-africaine s'effectue dans le cadre d'un scrutin indirect, le chef de l’État étant élu par les 400 députés de l'assemblée nationale du parlement. 
Cette élection présidentielle anticipée intervient à un peu moins d'un an des élections générales sud-africaines de 2019 et quelques mois après le recul historique du Congrès national africain (ANC, parti au pouvoir) aux élections municipales sud-africaines de 2016. Affaibli politiquement par ce résultat et de multiples scandales affectant sa probité et celle de son gouvernement, Jacob Zuma, le président sortant, a démissionné le 14 février au soir, préférant éviter de subir le vote d'une motion de censure à son encontre, diligentée par son propre parti.  
Vice-président de Jacob Zuma, Cyril Ramaphosa, le nouveau chef de l'ANC, est élu président de la république d’Afrique du Sud le 15 février, sans même qu'un vote formel ne soit organisé, Ramaphosa étant le seul candidat à la fonction. La proclamation de son élection est faite par Mogoeng Mogoeng, le président de la Cour constitutionnelle.